# Freddy Novillo
Freddy Novillo, actor, músico y cantante nacido en Madrid en 1968.

## Biografía
Su verdadero nombre es Alfredo Novillo López. Nació el 4 de junio de 1968 en Madrid, España. Es licenciado en Informática por la Universidad Politécnica de Madrid, licenciado en arte dramático por la escuela Circle in the square theatre school de Nueva York y piloto de aviación desde 1996.
Este polifacético actor comenzó su prolífica carrera siendo aun adolescente. Primero formó parte de varios grupos teatrales en su ciudad de residencia, Alcorcón, en la comunidad de Madrid, pero su verdadera pasión era el teatro musical, desde que siendo niño cayera en sus manos el libreto y el disco del musical Jesus Christ Superstar de Andrew Lloyd Webber y Tim Rice. Por todo ello, en el año 1984 decidió crear una compañía de teatro dedicada casi en exclusiva al teatro musical Keops Karnak, que fue la primera compañía estable de teatro musical en España. Desde entonces, junto a dicha compañía, ha estado recorriendo los teatros de España con distintos musicales y obras de teatro, tales como Jesucristo Superstar, Godspell, El espíritu de Broadway, Broadway Millenium, Don Armando Gresca, etc. Desde 1998, ha participado en varios musicales en la ciudad de Nueva York, haciendo su más destacada intervención en The Phantom of the Opera, en el verano de 2007, en el papel del Fantasma 
Ha sido profesor de teatro en Alcorcón y Cadalso de los Vidrios en la comunidad de Madrid y de informática musical y sistemas MIDI en Alcorcón. Ha trabajado como cantante solista, teclista y batería en varios grupos musicales. Ha realizado varios doblajes de documentales para televisión y ha participado en varias películas y series de televisión en España y EE. UU..

## Teatro
- Jesucristo Superstar , como Jesús  (1984-91).
- Informe para una Academia de Franz Kafka  (1991).
- Don Armando Gresca de Adrián Ortega, como Armando (1991).
- La patria chica de Álvarez Quintero , como director (1992).
- La malquerida de Jacinto Benavente (1992).
- Los pelópidas de Jorge Llopis, como Anthrax (1993).
- Los árboles mueren de pie de  Alejandro Casona como Maurício (1993).
- Aquí no paga nadie de Dario Fo, como director  (1993).
- El concierto de San Ovidio de A. Buero Vallejo, como David  (1994).
- Pic-Nic de Fernando Arrabal, como el Sr. Tepan  (1995).
- El espíritu de Broadway Antología en español de musicales de Broadway (1996-98).
- Godspell de Stephen Schwartz, como productor (1998).
- Jesus Christ Superstar como Jesús New York  (1999).
- The Phantom of the Opera Hippodrome theatre Baltimore USA, como el fantasma (2004).
- Broadway Millenium Antología de musicales en versión original (2004).
- Jesucristo Superstar de Andrew Lloyd Webber como Jesús (2005-06).
- The Phantom of the Opera en el Majestic Theatre de New York, como el fantasma (2007).
- Don Armando Gresca de Adrián Ortega, como Armando (2014).
- Sainetes del Madrid moderno de Freddy Novillo, como Cándido (2014).

## Cine
- Air America de Roger Spottiswoode  (1990).
- Tomorrow never dies de Roger Spottiswoode (1997).
- El Ojo del Diablo de Freddy Novillo (2012).
- Erzsébet de Freddy Novillo (2013).
- El hombre de las mil caras de Alberto Rodríguez  (2016).
- Sucedió en Madrid de Freddy Novillo (2017).
- A través del espejo de Freddy Novillo (2018)

## Televisión
- Knight Rider de Glen A. Larson y UNIVERSAL (1986).
- Sangre Azul coproducción Hispano-alemana  (1987).
- Siete vidas Serie de Globomedia para Tele5 dirigida por Arantxa Écija
- Amar es para siempre (2015)